# Mns Sarah Panyang
Mns Sarah Panyang is een bestuurslaag in het regentschap Pidie Jaya van de provincie Atjeh, Indonesië. Mns Sarah Panyang telt 330 inwoners (volkstelling 2010).